# Antias
Palmarès
voir ici
ANTIAS était un clan de catcheurs appartenant à la Dragon Gate, une fédération de catch japonaise, fondée le 13 janvier 2018 par les membres restants de VerserK, Shingo Takagi,Takashi Yoshida, Yasushi Kanda, Eita, T-Hawk et El Lindaman.

## Carrière

### Young ANTIAS leader du clan (2018)
Lors de Final Gate 2017, VerserK remportent tous leurs match de championnat, Yasushi Kanda bat Kagetora pour remporter le Open the Brave Gate Championship et Eita et T-Hawk battent CIMA et Susumu Yokosuka pour remporter les Open the Twin Gate Championship, les deux matches ont été gagnés après une interférence massive de VerserK. Après le match pour les Open the Twin Gate Championship, le trio de T-Hawk, Eita et El Lindaman est placé au centre du groupe et ils annoncent que VerserK subira un changement de nom en 2018. Le 13 janvier 2018, VerserK est renommé et s'appelle dorénavant ANTIAS. Le 11 février, Shingo Takagi, Cyber Kong et Yasushi Kanda perdent contre MaxiMuM (Jason Lee, Masato Yoshino et Naruki Doi) et ne remportent pas les Open the Triangle Gate Championship. Lors de Champion Gate In Osaka - Tag 1, Yasushi Kanda perd le Open the Brave Gate Championship contre Punch Tominaga. 3 jours plus tard, Shingo Takagi bat Ryo Saito et remporte le Open The Owarai Gate Championship.
Les Tensions s'apaisent le 6 mai lors de Dead or Alive 2018, après que lui, Kanda, et Lindaman se soient évadés du Seven-Way Steel Cage Match, avec Takagi prenant la direction du groupe après que Lindaman ne l'a pas aidé à s'échapper de la cage et que Eita et T-Hawk est perdu les Open the Twin Gate Championship plus tôt dans la soirée. Le Open The Owarai Gate Championship est également rendu vacant du fait de la stipulation du match, si Takagi s'échappait de la cage le Championnat serait rendu vacant.

### Shingo Takagi leader du clan (2018)
Le 5 juillet, le groupe force Over Generation à se dissoudre en les battant dans un Naniwa Elimination Rules match et après le match Takagi défi Kzy, Genki Horiguchi et Susumu Yokosuka pour les Open the Triangle Gate Championship. Il choisit Kanda, Yoshida et le nouveau membre d'ANTIAS Masato Tanaka pour les affronter, ce que les champions acceptent.

### Eita leader du clan (2018)
Le Général Manager, Takayuki Yagi, annonce que Doi, Yoshino, Ben-K, Hulk et Yamato affronteront ANTIAS le 6 septembre, amenant Ben-K à trahir MaxiMuM, aider ANTIAS et rejoindre le groupe. En outre, Eita annonce qu'un nouveau membre se joindrait au groupe et que ce dernier changera de nom. Au cours de cette journée, il a été annoncé que Takagi deviendrait indépendant le 7 octobre et resterait membre du groupe jusqu'au 24 septembre. Le 24 septembre, le groupe est renommé R.E.D et Kazma Sakamoto prend la place de Shingo Takagi qui effectue un Face Turn par la même occasion.

## Caractéristiques au catch
- Sous-Groupes
  - Eita et T-Hawk
  - Big Ben (Big R Shimizu et Ben-K)

- Thèmes musicaux

| Thème d'entrée   | Compositeur       | Période | Fédération(s) |
| ---------------- | ----------------- | ------- | ------------- |
| Criminal Justice | YO-HEI feat. BAKI | 2018    | Dragon Gate   |

## Membres du groupe
| Identité,           | Période                              | Notes                      |
| ------------------- | ------------------------------------ | -------------------------- |
| Shingo Takagi       | 13 janvier 2018 – 24 septembre 2018  |                            |
| Takashi Yoshida     | 13 janvier 2018 – 24 septembre 2018  |                            |
| Yasushi Kanda       | 13 janvier 2018 – 24 septembre 2018  |                            |
| Eita                | 13 janvier 2018 – 24 septembre 2018  |                            |
| Masato Tanaka       | 5 juillet 2018 – 22 juillet 2018     |                            |
| T-Hawk              | 13 janvier 2018 – 7 mai 2018         |                            |
| El Lindaman         | 13 janvier 2018 – 7 mai 2018         |                            |
| Magnitude Kishiwada | 24 juin 2018                         | Apparitions occasionnelles |
| Big R Shimizu       | 7 août 2018 – 24 septembre 2018      |                            |
| Ben-K               | 6 septembre 2018 – 24 septembre 2018 |                            |

## Palmarès
- Dragon Gate
  - 1 fois Open the Brave Gate Championship – Yasushi Kanda
  - 1 fois Open The Owarai Gate Championship – Shingo Takagi
  - 1 fois Open the Twin Gate Championship – Eita et T-Hawk
  - King of Gate Last place (2018) – Yasushi Kanda

- Pro Wrestling Zero1
  - 1 fois Zero1 World Heavyweight Championship – Masato Tanaka